# Société du Pipeline Méditerranée-Rhône
Die Société du Pipeline Méditerranée-Rhône, abgekürzt SPMR, ist eine 1962 gegründete Gesellschaft für den Bau und Betrieb einer Pipeline zum Verteilen von  Erdölprodukten im Süd-Osten Frankreichs.

## Pipeline
Die Gesellschaft betreibt ein 760 km langes Rohrleitungsnetz, dessen Leitungen ein Durchmesser von 25 bis 80 cm haben. Es führt von den Erdölraffinerien und Tanklager am Étang de Berre bergwärts durch das Rhonetal in die Region von Lyon, wo die Raffinerie Feyzin an das Netz angeschlossen ist und von da weiter über Grenoble, Chambéry und Annecy an die Schweizergrenze bei Saint-Julien-en-Genevois, wo die Pipeline der SAPPRO angeschlossen ist, welche die Region Genf mit Erdölprodukten versorgt. Das Netz wurde im November 1968 in Betrieb genommen und 1995 durch einen 152 km langen Seitenast Richtung Osten ergänzt. Dieser führt von La Mède in der Gemeinde Châteauneuf-les-Martigues am Étang de Berre nach Puget-sur-Argens in der Region Fréjus.